# Rafa Fonteriz
Rafa Fonteriz es un historietista español nacido en Valencia en 1961.

## Biografía
Rafa Fonteriz se inició en "Au-Ka", realizando su primeras historietas largas, "Doble Engaño" y "El legado", para La General.
Tras triunfar con la pornográfica X-Women para "Kiss Comix", pasó a la revista insignia de Ediciones La Cúpula, "El Víbora", donde no pudo repetir el mismo éxito con Efecto Dominó. Colaboró con la revista juvenil "Camacuc".
Dibujó series de superhéroes para la estadounidense Marvel Comics en EE. UU. (Nocturne) y también para la española Planeta (Iberia Inc.). Para Dude Comics y con guion de Roy Thomas, realizó Carmilla. Nuestra Señora de los vampiros (1999).
Ya en el nuevo siglo, publica regularmente en la revista "Eros Comix", realizando series como Historias de sexo y estilo, El sueño de la razón o Cazadora de reliquias, así como una continuación de X-Women. Para el mercado europeo, ha realizado los álbumes Avatar, con guion de Juan Miguel Aguilera, y Efecto Dominó.

## Estilo
Su dibujo es de factura clásica y académica.

## Obra
| Título                                   | Año               | Tipo  | Publicación          |
| ---------------------------------------- | ----------------- | ----- | -------------------- |
| Doble Engaño                             | 05/1989           | Álbum | La General Ediciones |
| El legado                                | 1991              | Álbum | La General Ediciones |
| El Grial                                 |                   | Serie | "Camacuc"            |
| L'Home Bestia                            |                   | Serie | "Camacuc"            |
| X-Women                                  | 1992              | Serie | "Kiss Comix"         |
| Efecto Dominó                            |                   | Serie | "El Víbora"          |
| Iberia Inc.                              | 12/1996 a 05/1997 | Serie | Línea Laberinto      |
| Carmilla. Nuestra Señora de los vampiros | 1999              |       | Dude Comics          |
| El lado salvaje. La esencia del vampiro  | 2010              |       | Diabolo              |

## Enlaces
- Rafa Fonteriz en Guíadelcómic  Archivado el 4 de mayo de 2007 en Wayback Machine.

- Datos: Q3417201